# دنيس نيلسون
دنيس نيلسون (بالإنجليزية: Dennis Nelson)‏ (25 فبراير 1950 بإدنبرة في المملكة المتحدة - ) هو لاعب كرة قدم اسكتلندي في مركز الهجوم. لعب مع دونفرملين أثلتيك ونادي ريدنغ ونادي كرو ألكساندرا ونادي هيبرنيان ونادي مدينة بونه لكرة القدم وستافورد رينجرز.